# Pseudoparlatoria trimaculata
Pseudoparlatoria trimaculata är en insektsart som beskrevs av Ernest Lepage och Giannotti 1946. Pseudoparlatoria trimaculata ingår i släktet Pseudoparlatoria och familjen pansarsköldlöss. Inga underarter finns listade i Catalogue of Life.